# Camille Le Mercier d'Erm
 (mai 2017).
Pour les articles homonymes, voir Le Mercier.
Camille Paul Marie Aristide Le Mercier d'Erm, né le 12 décembre 1888 à Niort sous le nom de Camille Le Mercier et ayant ajouté le nom de sa mère, Marie d'Erm, et mort le 18 août 1978 à Dinard, de son nom néo-bardique Kammermor, de son nom breton Kamil Ar Merser 'Erm, est un poète en langue française, éditeur, historien et nationaliste breton, arrière-petit-fils d’un officier chouan.

## Biographie
Venu à Paris après avoir obtenu le baccalauréat, il édite une revue de poésie éphémère, Les Argonautes, puis publie en 1909 ses recueils poétiques. La même année, dans la tribune libre de la Revue de l'Ouest, il écrit un article qui fait sensation, car repris par plusieurs journaux, comme Le pays d'Arvor, Ar Bobl (1er mai et 9 juin 1909), et Le Breton de Paris : « Traditionalisme et séparatisme ».
Fondateur du Parti nationaliste breton en 1911, il joue un rôle prépondérant auprès des jeunes militants bretons de l'entre-deux guerres. Il est un des plus talentueux poètes bretons de langue française. Il fonde aussi le journal de combat Breiz Dishual (Bretagne libre) : son œuvre de poète et d'historien est marquée par la revendication nationaliste et l'appel à la révolte.
Il lance le journal La Bretagne libertaire en 1921, avec un article « La Nation bretonne et l'Internationale ». En 1941 à l'occasion du trentième anniversaire du Parti nationaliste breton, le Parti national breton (organisme différent) rend un vibrant hommage à Camille Le Mercier d'Erm, pionnier du nationalisme breton.
Au début des années 1930, il s'intéresse à l'affaire du camp de Conlie et au sort malheureux des conscrits bretons de la Garde mobilisée à l'hiver 1870-1871. Pour les réhabiliter définitivement, il en tire un livre, publié en 1937 : L'étrange aventure de l'Armée de Bretagne.
En 1935, il publie l'ouvrage Bretagne et Germanie, consacré à leurs « relations historiques, politiques, économiques et militaires », dans lequel il livre ses sentiments germanophiles. Il y exalte « l’alliance allemande… en faveur de l’indépendance bretonne menacée au  XVe siècle », salue l'arrivée « en libérateurs » des lansquenets allemands d'Anne de Bretagne, en 1487, rend hommage à la « bonne grâce des Prussiens » de 1815 et au « bon accueil des populations bretonnes ». Il se rapproche des thèses d'Olier Mordrel en faveur d'une « manière totalitaire de résoudre la question bretonne ».
Il a deux petits-fils : Jean-Pierre et Loïck Camus , ce dernier étant cadre de l'association Souvenir breton.

## Publications
- Le poème de Paris nocturne - Ed. Les Gémeaux. 1909.
- La Muse aux violettes - Ed. Sansot. 1909.
- Les exils - Ed. Sansot. 1909.
- Les poètes de Paris - Ed. Louis Michaud. 1911.
- Les ballades d'amour - Ed. Louis Michaud. 1912.
- Les rondeaux d'amour - Ed. Louis Michaud. 1912.
- Défense et illustration de la langue bretonne. Les éléments d'une littérature nationale. Édition du Parti Nationaliste Breton - s.l., Imprimerie Breiz Dishual. 1913.
- Le barde Mathaliz (Georges Le Rumeur) : membre du gorsedd de Bretagne-armorique [...] Édition du Parti Nationaliste Breton, 1913.
- La question bretonne, le nationalisme et l'action française  Édition du Parti Nationaliste Breton, 1913. Rennes, Imprimerie du Journal de Rennes
- Bretagne et Germanie - Ed. de l'Hermine. 1914.
- Les origines du nationalisme breton. Édition du Parti Nationaliste Breton, 1914.
- Jean-Michel Renaitour - Aviateur lyrique - Ed. Les Argonautes. 1917.
- Irlande à jamais, odes aux martyrs de 1916. Édition du Parti Nationaliste Breton - s.l. , Imprimerie Artistique de l'Ouest, Niort. 1919
- La Guerre ? - Ed. Les Argonautes. 1919.
- Les bardes et poètes nationaux de la Bretagne armoricaine. Kelenn. 1919.
- Les hymnes nationaux des peuples celtiques - Ed. A l'Enseigne de l'Hermine. 1920.
- La Bretagne vue par les écrivains et les artistes - Ed. Vald. Rasmussen. 1925.
- La chanson des siècles bretons. Bilingue Breton-Français. Poèmes et chansons populaires inspirés par la tradition historique du peuple breton et présentés avec notices bibliographiques et critiques, musique et traduction françaises. Dinard, à l'Enseigne de l'hermine, 1926
- Buez ar pevar mab emon. Duc d'Ordon. Laket e form eun dragedi. Seizvet moulladur embannet gant. Dinard, A l'enseigne de l'Hermine, 1928.
- La France pittoresque et artistique la Bretagne suivie d'un guide. Rasmussen, 1929.
- Les Saints Bretons de la côte d’Émeraude - Ed. de l'Hermine. 1934.
- L’Étrange Aventure de l'Armée de Bretagne : le drame de Conlie et du Mans, (4e de couverture), 1870-1871- Ed. de l'Hermine. 1935.
- Sang d'occident - Ed. de l'Hermine. 1965.
- Patrie perdue - Ed. de l'Hermine. 1973.
- Une Armée de Chouans : le drame politique de l'armée de Bretagne, 1870-1871 - Ed. Perrin. 1975.
- Marcelle au Luxembourg - Ed. de L'Hermine. 1976.
- Éternités - Ed. de l'Hermine. 1978.
- Breiz Dishual (Bretagne Libre) - Ed. Les Oiseaux de papier. 2013